# Мегелик, Дмитрий Тихонович
Дми́трий Ти́хонович Меге́лик (укр. Дмитро́ Ти́хонович Меге́лик; 9 ноября 1924, с. Шиловка, Решетиловский район, Полтавская область, УССР, СССР — 9 августа 1985, Киев, УССР, СССР) — украинский писатель, поэт, журналист, член Союза писателей СССР (с 1966 г.).

## Биография
Родился в крестьянской семье, до 12 лет учился в местной школе. В 1936 году вместе с семьей переехал в г. Запорожье, где в 1941 году закончил десятилетку. Работал на заводе «Коммунар».
В феврале 1942 года попал на фронт Великой Отечественной войны, служил в отдельном гвардейском спецотряде на 1-м и 2-м Украинских фронтах, принял участие в освобождении УССР, воевал в Польше и Германии. Награждён орденами и медалями.
После демобилизации, с 1945 года работал в районных и областных газетах УССР, параллельно заочно обучался в вузе. Переехав в Киев, работал в редакциях «Рабочей газеты», «Сельских вестей», журнала «Украина».
Скончался 9 августа 1985 года в Киеве.

## Творчество
Работая на заводе «Коммунар», начал писать стихи о трудовых буднях молодых рабочих, их увлечениях, которые печатались в заводской многотиражке и запорожской областной молодёжной газете. В годы войны публиковался в армейских газетах «На разгром врага», «За честь Родины», «Молодёжь Украины».
В первые десятилетия после войны опубликовал более 800 стихов, издал первые сборники произведений. Автор поэтических сборников:
- «Солнце над Полесьем» (укр. «Сонце над Поліссям»; 1953)
- «Засвистали козаченьки» (укр. «Засвистали козаченьки»; 1959)
- «Рушничок» (укр. «Рушничок»; 1963)
- «Голубок» (укр. «Голубок»; 1967)
- «Влюбленные ветры» (укр. «Закохані вітри»; 1969)
- «Зелёный дом» (укр. «Зелений дім»; 1969)
- «Калина» (укр. «Калина»; 1971)
- «Степные орлы» (укр. «Степові орли»; 1973)
- «Спокойное пламя», «Разговор с перепёлкой» (укр. «Спокійне полум'я», «Розмова з перепілкою»; 1976)
- «Где шумят тополя» (укр. «Де шумлять тополі»; 1979)
- «Журавка» (укр. «Журавка»; 1984)